# Mondex Smart Card

Logotipo Mondex.

Mondex é um cartão da classe dos cartões inteligentes ou Smart Cards desenvolvido pelo banco inglês National Westminsterue Bank Plc (NatWest), em 1990. Seu projeto foi concebido para servir como caixa eletrônico ou uma carteira eletrônica virtual. Quantias de dinheiro, quaisquer que sejam, podem ser transferidas para o Mondex Smart Card. O cartão Mondex foi lançado em uma série de mercados na década de 1990, originalmente partindo de sua cidade de origem, Swindon no Reino Unido, partindo para Hong Kong, Guelph e Nova Iorque. Também foi testado em várias universidades britânicas a partir da década de 1990, incluindo a Universidade de Edimburgo, Universidade de Exeter (entre 1997 e 2001), Universidade de York, Universidade de Nottingham, Universidade de Aston e Sheffield Hallam University.
A Notação Z foi utilizada para provar propriedades de segurança sobre o Mondex, permitindo-lhe atingir o nível ITSEC E6, maior segurança concedida ITSEC de classificação de nível.[1] Desde a introdução no mercado em 1994, o Mondex vem sendo adotado por instituições líderes no mundo todo, por emissores e estabelecimentos em mais de 76 países.[4]
Entre os rivais globais do Mondex pode ser citado o mais conhecido nos mercados ocidentais, principalmente no Brasil, que é o Visa Cash, da concorrente Visa Inc.. Entretanto é em Hong Kong que fica o mais popular e mais antigo de todos os cartões deste tipo, o Octopus Card. Nesta linha de cartões surgiu recentemente o Barclaycard OnePulse em Londres. O Dexit, em Toronto no Canadá, apesar de ser considerado concorrente, não utilizava a mesma tecnologia. Porém este não prosperou.

## Aquisição pela Mastercard
No dia 29 de junho de 2001, a Mastercard, que já detinha percentual de ações da companhia, terminou por adquirir 100% das ações da Mondex International (MXI) e assumiu assim o controle de todas as operações da MXI's, dando continuidade ao suporte às atividades dos franqueados e licenciados em todo o mundo.
A Mastercard utiliza a tecnologia Mondex como plataforma estratégica de chip. O Mondex Electronic Cash também é o único com capacidade de pagamento de cartão para cartão, transações off-line com transferência imediata de valores e a maior segurança disponível. O Mondex Electronic Cash é o único produto de saque eletrônico globalmente interoperável, com a capacidade de operar várias moedas.

## História do Mondex Smart Card
Inicialmente foi idealizado e desenvolvido pelo National Westminster Bank em 1990, que o lança no mercado entre 1994 e 1995. Em 1997, a Mastercard International compra a tecnologia e assume o controle da empresa que passa a se chamar Mondex International. Neste mesmo ano sela parceria com a AT&T e Wells Fargo & Co. para o aperfeiçoamento do desenvolvimento da tecnologia.
Muitos atribuem esta falta de anonimato como uma desvantagem significativa do Mondex. Diferentemente dos cartões telefônicos pré-pagos e de outros que também são baseados em tecnologia de cartão inteligente (smart card), não é possível comprar um cartão Mondex sem revelar a identidade. Cada cartão tem um número único de identificação através da qual os proprietários podem ser facilmente identificados.
O Mondex smart card não têm sido tão bem sucedido como inicialmente haviam previsto. Os clientes não estão satisfeitos com o cartão e com os seus serviços. Ao contrário de um cartão de crédito ou débito, o dinheiro pode ser perdido para sempre no caso da perda de um cartão Mondex. Perder um cartão Mondex é como perder uma carteira cheia de dinheiro. Cartões de crédito costumam estar protegidos contra perdas acima de determinados valores. Esta proteção não está disponível atualmente em um cartão Mondex.
Segundo a empresa, o sistema de cartões Mondex é totalmente controlável. Existe um registo do tempo, data, montante e os participantes de cada operação, o que dificulta a privacidade dos usuários. Tecnicamente, porém, Mondex não pode pretender ser um sistema totalmente auditável. Após uma série de operações a memória limitada do cartão Mondex pode sobrecarregar. Isto significa que dados significativos podem ser perdidos antes que o Mondex consiga recuperá-los. Críticos dizem que esta perda de dados é uma falha crítica de projeto, o que torna difícil para a Mondex detectar fraudes.
O operador do sistema de cartões Mondex considera que seu sistema de pagamento eletrônico é seguro. Também estão convencidos de que os críticos que apontam questões relativas à segurança estão enganados e mal informados. É possível, contudo, que a utilização de um cartão inteligente Mondex dependa de um nível pessoal de confiança. 
Apesar de atualmente os cartões Mondex não serem cem por cento seguros, são os que apresentam a menor tolerância a fraudes.